# Julie (Lied)
Julie ist ein Lied aus dem Jahr 1956, das von Leith Stevens komponiert und von Tom Adair getextet wurde. Vorgestellt und gesungen wurde es von Doris Day während des Vorspanns zu dem Thriller Mord in den Wolken (Originaltitel: Julie). Der Song war für einen Oscar nominiert.

## Liedtext

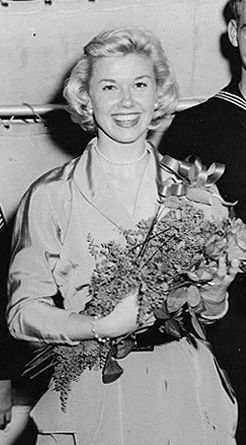
Doris Day, die Sängerin des Liedes

„Julie“ ruft die Stimme meiner einzigen Liebe und sie verspricht etwas. Tag und Nacht ruft sie mich, aber ich habe Angst ihr zu folgen. „Julie“ ruft sie wieder, und ich laufe, um ihr zu entkommen, trotzdem ist ihr Ruf unwiderstehlich und scheint mein Schicksal zu sein, auch wenn ich weiß, dass ihr Ruf Leid bedeutet. Warm ist es in seinen Armen und zärtlich sein Kuss, aber in seinen Augen spiegelt sich versteckte Gefahr. „Julie“, muss ich gehen, wohin die Stimme mich führt, auch wenn es Ewigkeit bedeutet. Oh, ich weiß, dass ich niemals frei sein werde, frei von der Stimme, die da ruft „Julie“, „Julie“!

## Erfolg
Unter den erfolgreichsten Liedern von Doris Day nimmt Julie Rang 17 von 88 gelisteten Songs ein. Im Oktober 1956 hielt Julie sich drei Wochen in den US CashBox 40 und zehn Wochen in den US Billboard 64.

## Auszeichnung
Auf der Oscarverleihung 1957 waren Leith Stevens und Tom Adair mit dem Lied für einen Oscar in der Kategorie Bester Song nominiert. Die Trophäe ging jedoch an Ray Evans und Jay Livingston und ihren Song Que Sera, Sera (Whatever Will Be, Will Be) aus dem Hitchcock-Thriller Der Mann, der zuviel wusste, gleichfalls von Doris Day gesungen, der zu einem ihrer größten Hits wurde.
Mord in den Wolken erhielt zudem eine Oscarnominierung in der Kategorie „Bestes Originaldrehbuch“.